# Premi Turia a la millor actriu
El Premi Turia a la Millor Actriu és un guardó atorgat anualment per la Cartelera Turia des de 1992, en la gala dels Premis Turia, a la millor actriu. En ella s'honren els assoliments del món de la cultura i l'espectacle.

## Guardonats
| Any  | Actriu               | Pel·lícula                                | Director                      |
| ---- | -------------------- | ----------------------------------------- | ----------------------------- |
| 2017 | Núria Prims          | Incerta glòria                            | Agustí Villaronga             |
| 2016 | Natalia de Molina    | Techo y comida                            | Juan Miguel del Castillo      |
| 2015 | Macarena Gómez       | Musarañas                                 | Juanfer Andrés i Esteban Roel |
| 2014 | -                    | -                                         | -                             |
| 2013 | Aida Folch           | El artista y la modelo                    | Fernando Trueba               |
| 2013 | Leticia Dolera       | REC 3: Gènesi                             | Paco Plaza                    |
| 2012 | Malena Alterio       | La cinta blanca                           | Max Lemcke                    |
| 2011 | -                    | -                                         | -                             |
| 2010 | -                    | -                                         | -                             |
| 2009 | Carme Elías          | Camino                                    | Javier Fesser                 |
| 2008 | María Valverde       | Ladrones                                  | Jaime Marques                 |
| 2007 | Maribel Verdú        | El laberinto del fauno                    | Guillermo del Toro            |
| 2006 | Emma Vilarasau       | Para que no me olvides                    | Patricia Ferreira             |
| 2005 | Ana Belén            | Cosas que hacen que la vida valga la pena | Manuel Gómez Pereira          |
| 2004 | Ariadna Gil          | Soldados de Salamina                      | David Trueba                  |
| 2004 | Laia Marull          | Te doy mis ojos                           | Icíar Bollaín                 |
| 2003 | Cristina Brondo      | Lola vende cá                             | Llorenç Soler                 |
| 2002 | Natalia Verbeke      | El hijo de la novia                       | Juan José Campanella          |
| 2001 | -                    | -                                         | -                             |
| 2000 | Ana Fernández        | Solas                                     | Benito Zambrano               |
| 1999 | Neus Asensi          | La niña de tus ojos                       | Fernando Trueba               |
| 1998 | Aitana Sánchez-Gijón | La camarera del Titanic                   | Bigas Luna                    |
| 1997 | Silke                | Tierra                                    | Julio Medem                   |
| 1996 | Rosana Pastor        | Terra i llibertat                         | Ken Loach                     |
| 1995 | Cristina Marcos      | Todos los hombres sois iguales            | Manuel Gómez Pereira          |
| 1994 | Emma Suárez          | La ardilla roja                           | Julio Medem                   |
| 1993 | Icíar Bollaín        | Un paraguas para tres                     | Felipe Vega                   |
| 1992 | Victoria Abril       | Amantes                                   | Vicente Aranda                |